# Řežabinec (Vogelschutzgebiet)
Das europäische Vogelschutzgebiet Řežabinec liegt in Südböhmen im Süden Tschechiens. Das etwa 1,1 km² große Vogelschutzgebiet umfasst den gleichnamigen Stausee und dessen Uferbereich und ist fast deckungsgleich mit dem gleichnamigen nationalen Naturschutzgebiet. Der See befindet sich in einem ehemaligen Sandabbaugebiet. Die bestimmenden Biotoptypen sind neben der offenen Wasserfläche auch Schilfröhrichte und Seggenriede in den Verlandungsbereichen. 
Der See ist ein wichtiger Rastplatz für ziehende Wasservögel, insbesondere Graugänse rasten hier in großer Zahl. Viele Wasservogelarten brüten auch hier, darunter beispielsweise der Schwarzhalstaucher. Auch eine Lachmöwenkolonie mit 2.000 bis 3000 Exemplaren existiert im Gebiet.
Řežabinec ist das kleinste der tschechischen Vogelschutzgebiete.

## Schutzzweck
Folgende Vogelarten sind für das Gebiet gemeldet; Arten, die im Anhang I der Vogelschutzrichtlinie geführt sind, sind mit * gekennzeichnet:
| Bild     | Anhang I | EU Code | Art      | wissenschaftlicher Name |
| -------- | -------- | ------- | -------- | ----------------------- |
| Graugans |          | A403    | Graugans | Anser anser             |